# Pomnik Dowborczyków
Pomnik Dowborczyków – monument odsłonięty w 1930 roku przy ul. Wybrzeże Kościuszkowskie w Warszawie, poświęcony żołnierzom I Korpusu Polskiego w Rosji pod dowództwem generała Józefa Dowbor-Muśnickiego. Zniszczony w 1949 roku, został odtworzony w 1997 roku.

## Opis
Autorem rzeźby był Michał Kamieński. Przedstawiała szczupłego żołnierza we francuskim hełmie, z szablą w uniesionej prawej ręce i sztandarem opartym na lewym ramieniu. Odlano ją w warszawskim zakładzie Braci Łopieńskich.
Monument odsłonięto 1 listopada 1930 roku na Wybrzeżu Kościuszkowskim, u wylotu ul. Karowej. Przetrwał II wojnę światową, jednak władze uznały go za wrogi ideologicznie i w 1949 został rozebrany. 
Z inicjatywy Stowarzyszenia Odbudowy Pomnika Dowborczyków, którego prezesem był Edward Mazik, na podstawie archiwalnych fotografii rzeźba została odtworzona przez Antoniego Pastwę i w 1997 roku odlana w brązie w Gliwickich Zakładach Urządzeń Technicznych.
Stowarzyszenie uznało, że przedwojenna lokalizacja monumentu jest za mało reprezentacyjna, i chciało jego ustawienia na osi ulicy Lipowej. Na to jednak nie zgodzili się wojewódzki konserwator zabytków i gmina Warszawa-Centrum. Od decyzji konserwatora stowarzyszenie odwołało się do Ministra Kultury, a następnie do sądu administracyjnego. Po oddaleniu skargi kasacyjnej przez stołeczny Naczelny Sąd Administracyjny w 2003 roku stowarzyszenie ofiarowało rzeźbę Muzeum Wojska Polskiego w Warszawie. Ustawiono ją na cokole przed siedzibą placówki, w pobliżu bramy. W związku z przenosinami do nowej siedziby na terenie Cytadeli Warszawskiej muzeum poinformowało o przewiezieniu pomnika na Cytadelę i odtworzenie go w projektowanym parku.